# Oswald Pfau

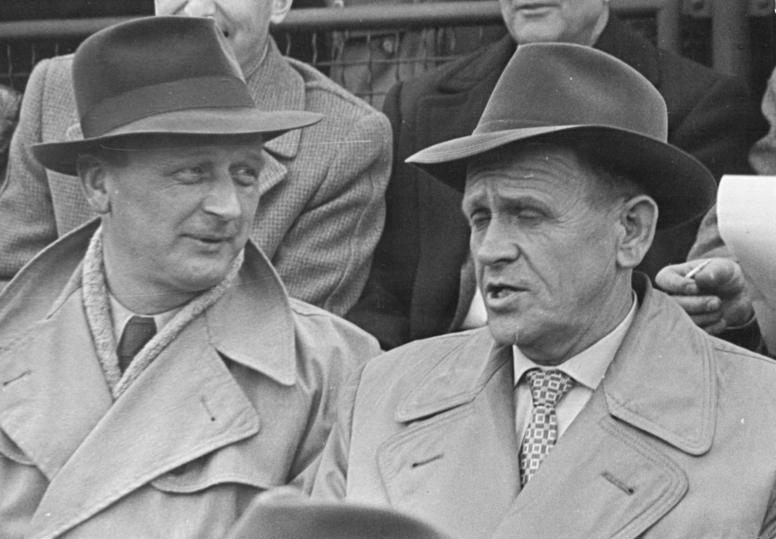
Oswald Pfau (l.) im Gespräch mit Sepp Herberger 1956

Oswald Pfau (* 7. Januar 1915 in Wulm; † 3. Januar 1969 in Dortmund-Lütgendortmund) war ein deutscher Fußballtorwart und -trainer.

## Laufbahn als Spieler
Pfaus Weg als Fußballspieler zieht sich seit Mitte der 1930er Jahre durch mehrere Gauligen, die im Dritten Reich höchsten Fußballklassen. Zunächst spielte er in der Gauliga Pommern, bei den Vereinen Hubertus Kolberg und MTV Pommerensdorf. Später ging Pfau zur Frankfurter Eintracht, die in der Gauliga Südwest spielte. Nach Ausbruch des Zweiten Weltkrieges wechselte er zu Hertha BSC in die Gauliga Berlin-Brandenburg. Mit Hertha errang Pfau seinen einzigen Titel als Torwart, die Brandenburg-Meisterschaft 1944. Von 1945 bis 1948 wirkte er als Spielertrainer bei der SG Vorwärts Grimmen/Vorpommern.

## Tätigkeit als Trainer
Seine langjährige Trainerlaufbahn begann Pfau im Alter von 30 Jahren gleich nach Kriegsende in Grimmen/Vorpommern, wo er die Mannschaft der Sportgemeinschaft Grimmen nach zwei Jahren in die Bezirksliga führte. Unvergessen bleiben seine Leistungen als Torwart in den beiden Spielen gegen die Landesligamannschaft der BSG Greifswald (je 0:5). Unter seinem Einfluss entwickelte sich auch eine sehr gute Juniorenmannschaft. Zu seinem Abschied 1948 spielte die SG Friedrichstadt (Ostdeutscher Meister) in Grimmen (1:8). Danach trainierte Pfau den Empor Aufbau Waren, eine Mannschaft, die in der Landesliga Mecklenburg spielte. Nebenbei versah er auch das Amt des Verbandstrainers in Mecklenburg. 1949 stand er beim Spiel gegen Brandenburg (3:4) noch selbst im Tor der Landesauswahl. 1951 wechselte er in die DDR-Oberliga, die höchste ostdeutsche Fußballklasse. Er übernahm dort das Training der Mannschaft von Lok Stendal, die seit 1949 Oberligafußball spielte. Mit Beginn der Spielzeit 1954/55 trainierte Pfau die Mannschaft von Empor Lauter, die zwar in einem kleinen Erzgebirgsort beheimatet war, aber seit 1952 ebenfalls in der Oberliga mitspielte. In den beiden zurückliegenden Spielzeiten hatten die Lauterer die Ränge 10 und 9 erobert, und auch unter Pfaus Leitung spielten die Erzgebirger in der Oberliga gut mit und hatten sich nach einem Drittel der Saison im Spitzenfeld etabliert. Im Oktober 1954 entschied die DDR-Sportführung überraschend, dass die Mannschaft künftig in der Ostseestadt Rostock als SC Empor Rostock zu spielen habe. Bereits am 14. November fand das Oberligapunktspiel Empor Rostock – Chemie Karl-Marx-Stadt im neuen Rostocker Ostseestadion statt. Da nicht alle Spieler den Wechsel von Lauter nach Rostock mitgemacht hatten, stand Pfau zunächst nur eine Rumpfmannschaft zur Verfügung, trotzdem erreichten die Rostocker am Saisonende Platz 9 in der Oberliga. Um überhaupt den Klassenerhalt zu sichern, hatte Pfau seine Spieler hart angefasst, was ihm den Beinamen „Feldwebel“ einbrachte. In der im Herbst 1955 durchgeführten Übergangsrunde der Oberliga zur Einführung der Kalenderjahr-Spielzeit führte Pfau seine Mannschaft überraschend auf Platz 2. Seine Arbeit fand Anerkennung bei der Sektion Fußball, dem damals höchsten Gremium des DDR-Fußballs, und so wurde Pfau zum 1. April 1956 in den Trainerstab für die DDR-Auswahlmannschaften berufen. Diese Episode dauerte jedoch nur kurz; nach einigen Wochen verließ Pfau die DDR in Richtung Westdeutschland.
Seine erste Station in Westdeutschland waren ab 1. Juli 1956 die Stuttgarter Kickers, die in der abgelaufenen Saison nur knapp dem Abstieg aus der Oberliga Süd, eine der damals fünf höchsten Spielklassen im Bereich des Deutschen Fußball-Bundes, entronnen waren. Er sorgte sogleich für Schlagzeilen, als es ihm gelang, den früher von ihm trainierten Stendaler Nationalspieler und Oberligatorschützenkönig von 1956 Ernst Lindner nach Stuttgart zu holen. Pfau konnte 1956/57 die Klasse halten, aber in der Spielzeit 1957/58 den Abstieg nicht mehr verhindern.
Daraufhin wechselte er für ein Jahr zu TuS Bremerhaven 93 und übernahm am 1. Juli 1959 das Traineramt beim 1. FC Köln, der in der letzten Endrunde zur deutschen Meisterschaft als Vorrundenzweiter das Finale knapp verpasst hatte. Unter Pfau lief es in der Saison 1959/60 besser, die Kölner gewannen souverän die westdeutsche Meisterschaft und zog als Endrunden-Gruppensieger in das Endspiel zur deutschen Meisterschaft ein. Dort unterlag man jedoch dem Hamburger SV mit 2:3. Auch 1961 wurde der 1. FC Köln unter Pfaus Leitung wieder westdeutscher Meister, scheiterte diesmal aber wieder in den Endrundenspielen.
Nach einem einjährigen Kurzgastspiel beim FK Pirmasens (Oberliga Südwest), den Pfau ebenfalls in die Meisterschaftsendrunde führte, übernahm er zur Saison 1962/63 Alemannia Aachen, zuletzt 11. der Oberliga West. Die Aachener strebten die Qualifikation für die neue Bundesliga an, doch Pfaus Mannschaft verpasste das Ziel auf Platz 5 um einen Rang. 1964 wurde man zwar Sieger der Regionalliga West, scheiterte aber in der Bundesliga-Aufstiegsrunde. Im Oktober 1965 trennte sich der Verein von Pfau.
Von 1966 bis April 1968 war Pfau beim Regionalligisten VfR Mannheim tätig, mit dem er 1967 mit Rang 5 in der Regionalliga Süd das beste Resultat erreichte. Am 18. April 1968 verpflichtete der Bundesligist Borussia Dortmund Pfau als neuen Trainer. Die Dortmunder befanden sich in akuter Abstiegsgefahr, am Saisonende hatte es Pfau aber erreicht, dass mit Platz 14 der Klassenerhalt gesichert werden konnte. Das Ende der Spielzeit 1968/69 erlebte Oswald Pfau nicht mehr; denn er erlag am 3. Januar 1969 im Krankenhaus Lütgendortmund einem Herzinfarkt.

## Berufliche Stationen
| Trainerstationen im Überblick | Trainerstationen im Überblick | Trainerstationen im Überblick                       |
| ----------------------------- | ----------------------------- | --------------------------------------------------- |
| 1945–1948                     | SG Vorwärts Grimmen           | Berzirksliga Mecklenburg-Vorpommern                 |
| 1948–1949                     | Empor Aufbau Waren            | Landesliga Mecklenburg, Verbandstrainer Mecklenburg |
| 1951–1953                     | Lok Stendal                   | DDR-Oberliga                                        |
| 1954                          | Motor Warnowwerft Warnemünde  | Bezirksliga Rostock                                 |
| 1.6.1954 – 31.10.1954         | Empor Lauter                  | DDR-Oberliga                                        |
| 1.11.1954 – 31.3.1956         | SC Empor Rostock              | DDR-Oberliga, DDR-Auswahltrainer                    |
| 1.7.1956 – 30.6.1958          | Stuttgarter Kickers           | Oberliga Süd                                        |
| 1.7.1958 – 30.6.1959          | Bremerhaven 93                | Oberliga Nord                                       |
| 1.7.1959 – 30.6.1961          | 1. FC Köln                    | Oberliga West                                       |
| 1.7.1961 – 30.6.1962          | FK Pirmasens                  | Oberliga Südwest                                    |
| 1.7.1962 – Okt. 1965          | Alemannia Aachen              | Oberliga/Regionalliga West                          |
| 1.7.1966 – 18.4.1968          | VfR Mannheim                  | Regionalliga Süd                                    |
| 18.4.1968 – 16.12.1968        | Borussia Dortmund             | Bundesliga                                          |

| Erfolge | Erfolge                                      | Erfolge                      |
| ------- | -------------------------------------------- | ---------------------------- |
|         | als Spieler                                  |                              |
| 1944    | Brandenburgische Meisterschaft               | Hertha BSC                   |
|         | als Trainer                                  |                              |
| 1954    | Meister Bezirksliga Rostock                  | Motor Warnowwerft Warnemünde |
| 1960    | Westdeutscher Meister, Deutscher Vizemeister | 1. FC Köln                   |
| 1961    | Westdeutscher Meister                        | 1. FC Köln                   |
| 1964    | Westdeutscher Meister                        | Alemannia Aachen             |